# Mrozy Wielkie
Mrozy Wielkie (niem. Groß Mrosen, 1938-1945 Schönhorst) – wieś w Polsce położona w województwie warmińsko-mazurskim, w powiecie ełckim, w gminie Ełk.
Siedziba Nadleśnictwa Ełk. Przez wieś przebiega linia EKW.
W latach 1975–1998 miejscowość administracyjnie należała do województwa suwalskiego.
| SIMC    | Nazwa      | Rodzaj    |
| ------- | ---------- | --------- |
| 0756560 | Mrozy Małe | część wsi |